# Жиронкин, Александр Николаевич
Александр Николаевич Жиронкин (1899—1980) — инженер-металлург, термист, металловед, создатель многих высокопрочных марок конструкционной легированной стали, свариваемых дисперсионно-упрочняемых, цементируемых, а также высокопрочных кислотоупорных маломагнитных сталей разного назначения с двухфазной структурой.

## Биография
Родился 4 апреля 1899 года в городе Курск.
Окончил Курское реальное училище имени Михаила Илларионовича Голенищева-Кутузова.
В 1925 году окончил Ленинградский политехнический институт им. М. И. Калинина (наст. Политехнический университет).
С 1925 по 1955 г. работал в мартеновском цеху Кировского (Путиловского) завода, сейчас завод Петросталь, в должности мастера по термической обработке ЦИЦ, старшего инженера исследователя ЦЗЛ, начальника ЦЗЛ и главного металлурга завода.

## Авторство
1.	Обладатель авторского права на изобретение муфельной печи с отсасыванием воздуха из муфеля. Авторское Свидетельство СССР № 33549 от 31.12.1933 года;
2.	Автор книги «Термическая обработка стали» Издание 1936 года.

## Награды
- орден «Знак Почёта» (17.04.1940) — «за успешную работу и проявленную инициативу по укреплений обороноспособности нашей страны»
- 1942 год — «Орден Трудового Красного Знамени»
- 1944 год — «Орден Красной Звезды»